# Parafia Matki Bożej Dobrej Rady w Warszawie
Parafia Matki Bożej Dobrej Rady w Warszawie – parafia rzymskokatolicka należąca do dekanatu anińskiego, diecezji warszawsko-praskiej, metropolii warszawskiej Kościoła katolickiego w Warszawie.
Parafia została erygowana 15 marca 1988 roku. Kościół parafialny został wybudowany w latach 80. XX wieku.